# 小行星19631
小行星19631（19631 Greensleeves）是一颗绕太阳运转的小行星，为主小行星带小行星。该小行星于1999年9月13日发现。

## 轨道参数
小行星19631的轨道半长轴为2.7731121 UA，离心率为0.168。